# Медведєв Максим Анатолійович
Макси́м Анато́лійович Медве́дєв (10 грудня 1983 — 22 березня 2015) — солдат Збройних сил України.

## Життєвий шлях
Дитинство провів у бабусі й дідуся в Мирогощі. Проживав у Рівному, в часі війни служив за контрактом у 55-й бригаді зв'язку, в складі якої перебував у зоні ведення бойових дій. Після короткочасного відпочинку повернувся на службу — вже добровольцем, під час часткової мобілізації, направлений на перепідготовку до 95-ї бригади. Стрілець 95-ї окремої аеромобільної бригади.
22 березня 2015-го під час перепідготовки на військовому полігоні у Житомирській області помер від серцевого нападу.
24 березня 2015 року із Максимом попрощалися у Рівному, за його бажанням похований в селі Мирогоща Перша Дубенського району.
Лишилися дружина й син.

## Вшанування
- Почесний громадянин Рівного (рішення Рівненської міськради № 5756 від 17 вересня 2015)